# Tufão Choi-wan (2009)
O tufão Choi-wan (designação internacional: 0914; designação do JTWC: 15W, às vezes chamado de super tufão Choi-wan) foi um intenso ciclone tropical que afetou as Marianas Setentrionais, um grupo de pequenas ilhas no oceano Pacífico Noroeste, em meados de setembro de 2009. Sendo o vigésimo primeiro ciclone tropical, a décima quarta tempestade tropical dotada de nome e o sexto tufão da temporada de tufões no Pacífico de 2009, Choi-wan formou-se de uma área de perturbações meteorológicas a várias centenas de quilômetros a leste de Guam, Choi-wan começou a se intensificar rapidamente numa região com excelentes condições meteorológicas para o seu desenvolvimento. Com isso, o ciclone se tornou uma tempestade tropical ainda naquele dia, e uma tempestade tropical severa no dia seguinte. A partir de 14 de setembro, Choi-wan começou a sofrer rápida intensificação e logo se tornou um tufão. A rápida intensificação persistiu, e Choi-wan logo se estabeleceu como um intenso tufão. A tendência de intensificação continuou, e Choi-wan alcançou seu pico de intensidade em 16 de setembro, com ventos máximos sustentados de 185 km/h (10 minutos sustentados), segundo a Agência Meteorológica do Japão (AMJ), ou 260 km/h (1 minuto sustentado), segundo o Joint Typhoon Warning Center (JTWC), e com isso se tornando o primeiro tufão com intensidade equivalente a um furacão de categoria 5 na escala de furacões de Saffir-Simpson e o mais intenso ciclone tropical em todo o mundo desde o tufão Jangmi em 2008.
As excelentes condições meteorológicas persistiram, e Choi-wan foi capaz de manter sua intensidade até em 17 de setembro. A partir de então, Choi-wan começou a se enfraquecer assim que as condições meteorológicas ficaram menos favoráveis, além de o tufão sofrer mudanças em seu núcleo interno. Choi-wan começou a se enfraquecer mais rapidamente assim que começou a seguir para nordeste, ganhando latitudes mais altas, onde as condições meteorológicas estavam mais desfavoráveis para a sua sustentação. Em 20 de setembro, Choi-wan começou a se tornar um ciclone extratropical, e o JTWC emitiu seu aviso final sobre o sistema. A AMJ fez o mesmo mais tarde naquele dia.
Choi-wan cruzou o grupo de ilhas das Marianas Setentrionais como um intenso tufão. Contudo, o tufão causou apenas impactos mínimos nas ilhas, como enchentes localizadas em Saipan, principal ilha do arquipélago. Além disso, uma pequena ilhota da região foi evacuada, mas sem gerar problemas maiores.

## História meteorológica

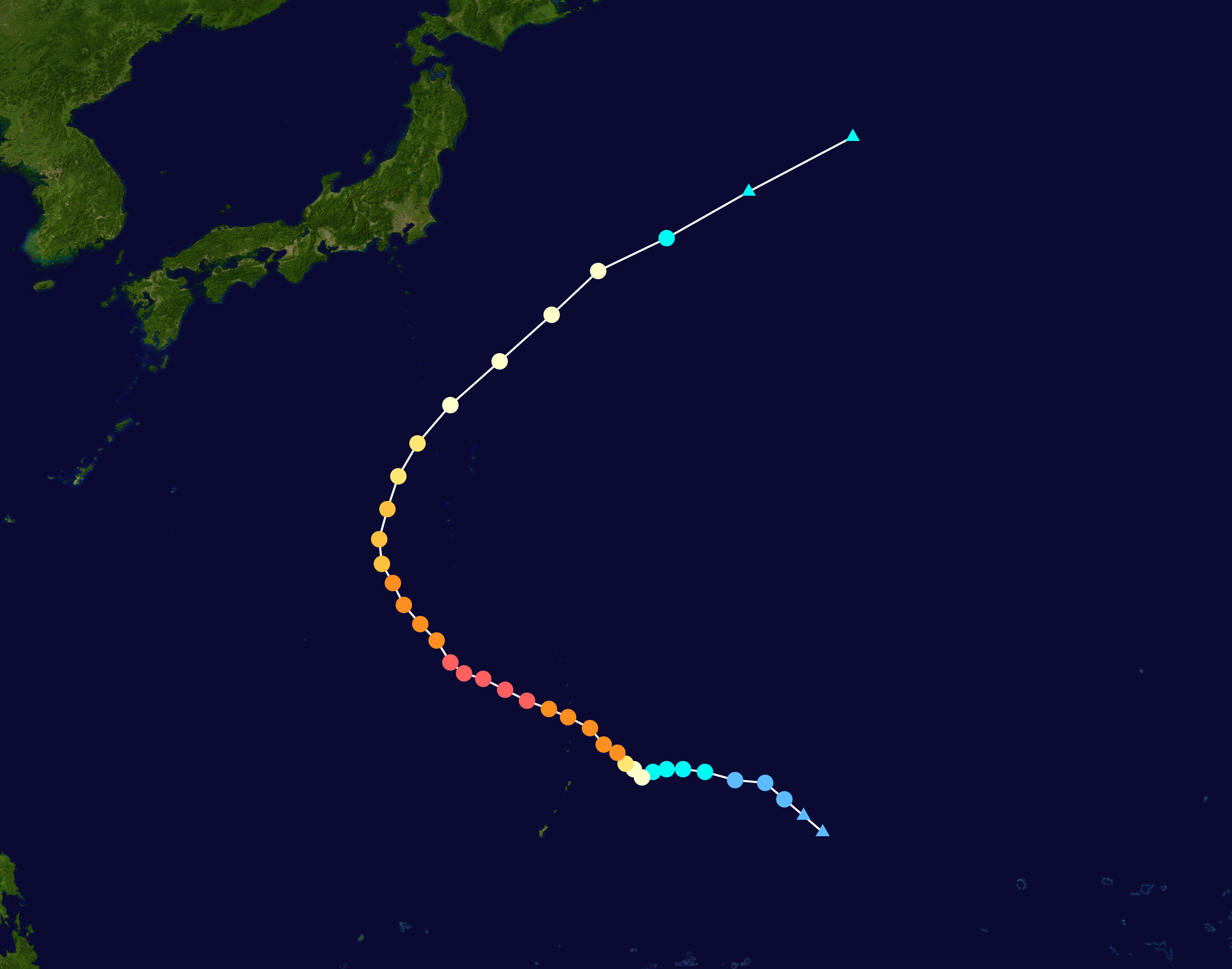
O caminho de Choi-wan

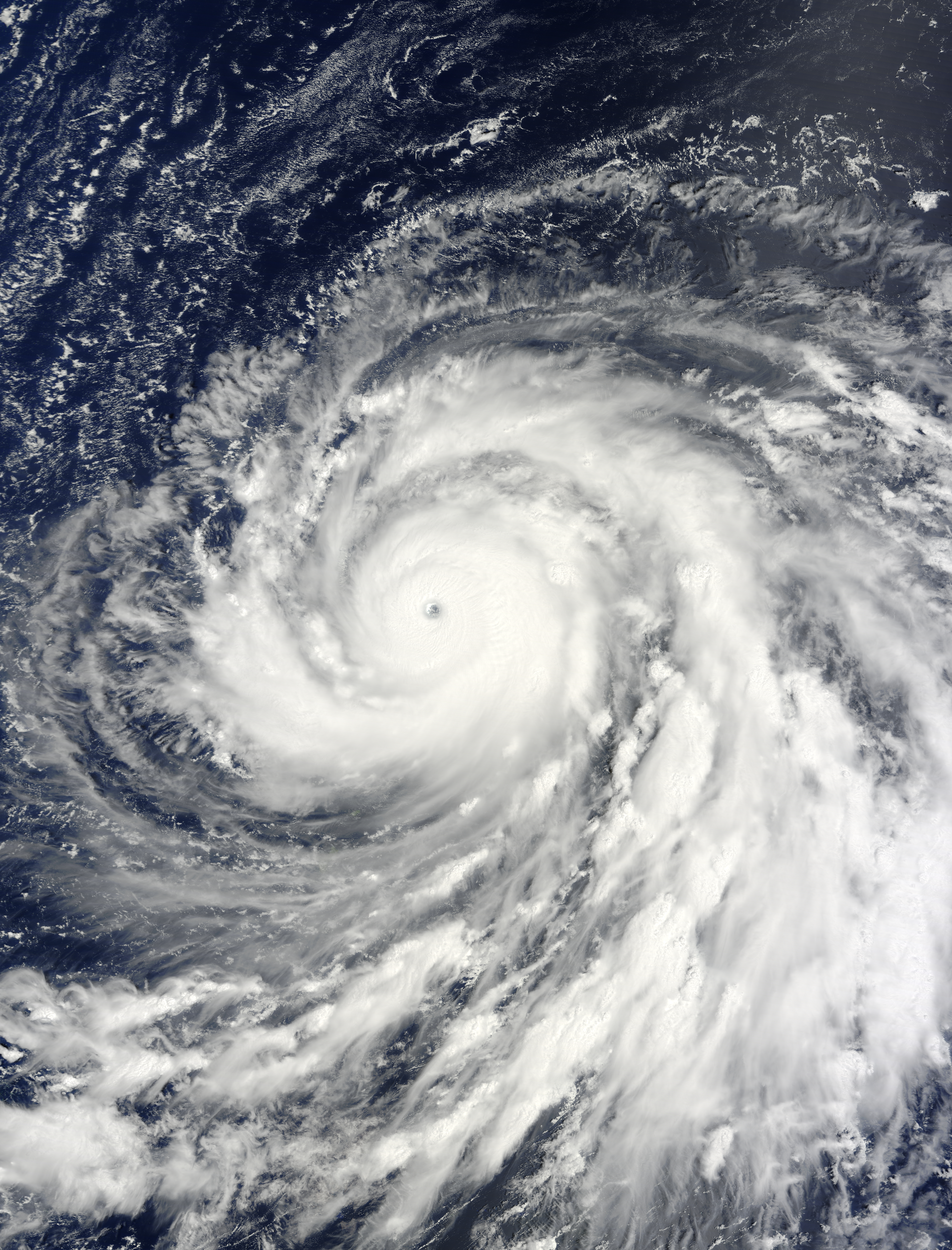
O tufão Choi-wan atingindo as Marianas Setentrionais em 15 de setembro de 2009 como um intenso tufão

O tufão Choi-wan formou-se de uma área de perturbações meteorológicas que começou a mostrar sinais de organização a cerca de 1.110 km a leste de Guam, em 11 de setembro. Inicialmente, a perturbação estava dotada de uma circulação ciclônica de baixos níveis ampla e alongada, com áreas de convecção profunda desenvolvendo-se rapidamente em associação ao sistema, favorecidos pela presença de um anticiclone de altos níveis que deixava o cisalhamento do vento, prejudicial à formação de um ciclone, a níveis baixos, e facilitando o fluxo de saída de altos níveis. Durante aquele dia, novas áreas de convecção se formaram em associação ao centro ciclônico de baixos níveis, que ficava mais consolidado com o passar do tempo. Embebido num cavado de monção, o sistema continuava a se organizar, favorecido pelos seus bons fluxos de saída de altos níveis, auxiliados pela presença de um cavado tropical de alta troposfera ao seu norte. Com isso, o Joint Typhoon Warning Center (JTWC), órgão da Marinha dos Estados Unidos responsável pela monitoração de ciclones tropicais, emitiu um Alerta de Formação de Ciclone Tropical (AFCT) sobre o sistema ainda naquela noite (UTC), que significava que a perturbação poderia se tornar um ciclone tropical significativo dentro de 12 a 24 horas. No início da madrugada (UTC) de 12 de setembro, a Agência Meteorológica do Japão (AMJ) considerou a formação de uma depressão tropical plena na região. Poucas horas depois, o JTWC classificou a perturbação para uma depressão tropical, atribuindo-lhe a designação "15W", com base na contínua organização do sistema.
Seguindo inicialmente para oeste pela periferia sul de uma alta subtropical, a depressão continuou a se intensificar. No início daquela noite (UTC), a depressão se intensificou para uma tempestade tropical, segundo a AMJ, que lhe atribuiu o nome "Choi-wan", nome que foi submetido à lista de nomes de tufões por Hong Kong, e significa "nuvem colorida" na língua cantonesa. Poucas horas mais tarde, o JTWC também classificou o ciclone para uma tempestade tropical baseado na contínua consolidação do seu centro ciclônico, e pela formação de mais áreas de convecção profunda provocadas pela melhora dos fluxos de saída de altos níveis auxiliada pelo cavado tropical de alta troposfera ao seu leste, que estava em pleno desenvolvimento. Durante a manhã de 13 de setembro, Choi-wan formou um anticiclone de mesoescala de altos níveis, facilitando ainda mais os fluxos de saída, e proporcionando ainda mais o seu desenvolvimento. Além disso, também houve a consolidação de um centro denso nublado e a formação de um olho no centro de suas áreas de convecção, revelado naquele momento apenas por imagens de satélite no canal micro-ondas. Durante o início daquela noite, a AMJ classificou Choi-wan para uma tempestade tropical severa. Poucas horas depois, o JTWC classificou Choi-wan para um tufão baseado na gradual tendência de intensificação do ciclone, que apresentava naquele momento fluxos de saída bem definidos.
No início da madrugada (UTC) de 14 de setembro, a AMJ também classificou Choi-wan para um tufão. A partir de então, Choi-wan começou a seguir para noroeste assim que a alta subtropical que o guiava se deslocou mais para noroeste. Naquela manhã, Choi-wan começou a sofrer rápida intensificação, e em menos de doze horas, seus ventos aumentaram mais de 55 km/h. A rápida intensificação continuou, e Choi-wan tornou-se um super tufão, segundo o JTWC durante a manhã (UTC) de 15 de setembro, assim que seus ventos máximos sustentados alcançaram 240 km/h. Choi-wan finalmente atingiu seu pico de intensidade durante a noite (UTC) de 15 de setembro, com ventos máximos sustentados de 260 km/h (1 minuto sustentado), segundo o JTWC, ou 185 km/h (10 minutos sustentados), segundo a AMJ. Com isso, Choi-wan tornou-se o mais intenso ciclone tropical em todo o mundo desde o tufão Jangmi, em 2008, e o primeiro a atingir a intensidade equivalente a um furacão de categoria 5 na escala de furacões de Saffir-Simpson da temporada.

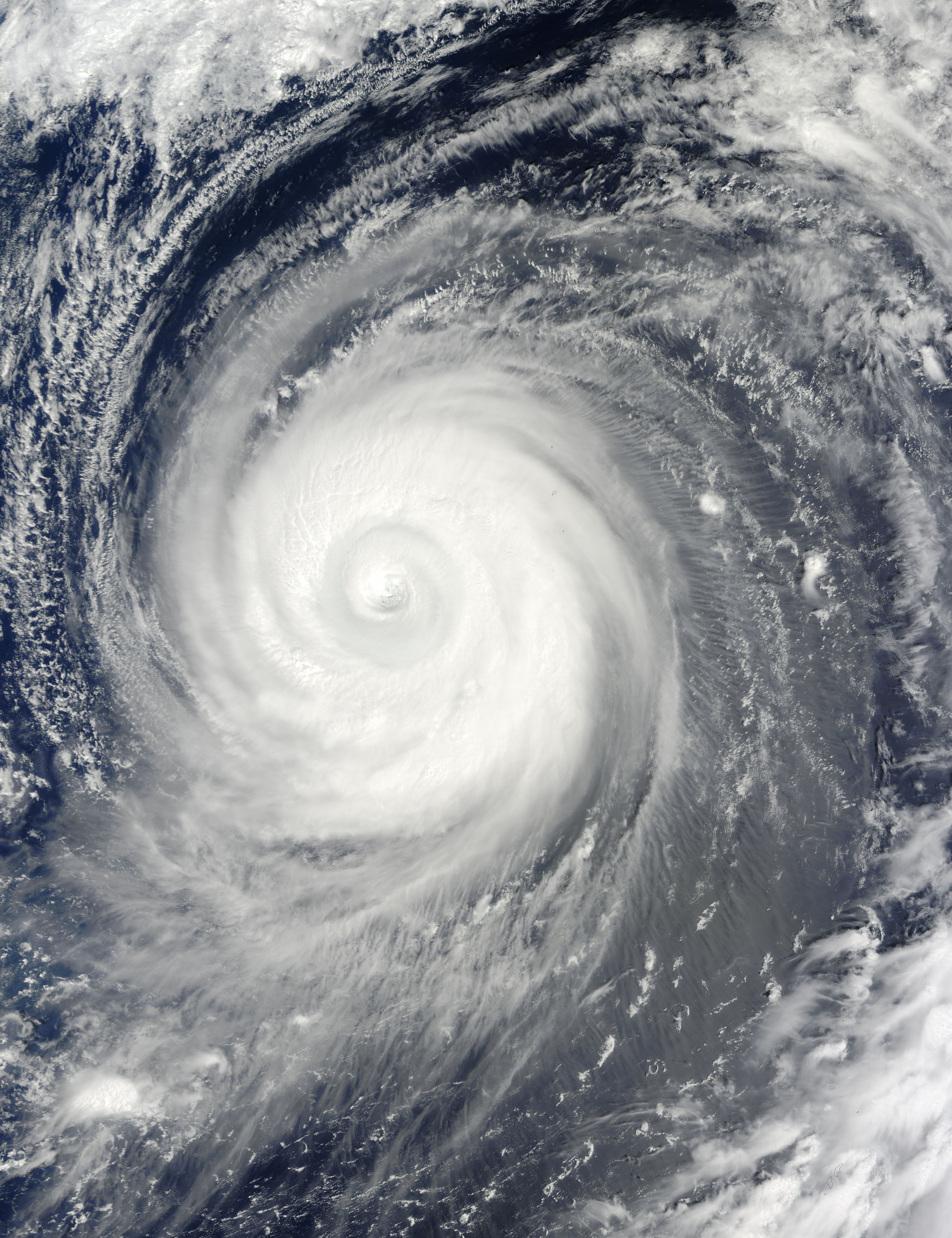
O tufão Choi-wan em 18 de setembro

Choi-wan manteve seu pico de intensidade por cerca de 30 horas antes de começar a se enfraquecer na madrugada (UTC) de 17 de setembro, assim que suas áreas de convecção profunda começaram a diminuir com a diminuição dos fluxos de saída de altos níveis associados a um cavado tropical de alta troposfera, que seguiu para leste e se distanciou de Choi-wan. Ao mesmo tempo, Choi-wan começou a seguir mais para noroeste assim que alcançou a borda sudoeste da alta subtropical que o guiava. Com isso, o JTWC desclassificou Choi-wan para um simples tufão naquela noite. A tendência de enfraquecimento de Choi-wan foi interrompida na manhã de 18 de setembro, pois as condições meteorológicas ainda suportavam um tufão de grande intensidade. Ao mesmo tempo, Choi-wan começou a seguir para norte. Naquele momento, uma segunda parede do olho se formou em torno do centro ciclônico, indicando um ciclo de substituição da parede do olho. Naquela noite, Choi-wan começou a seguir mais para norte-nordeste assim que alcançou a borda noroeste da alta subtropical que o guiava e começou a interagir com os ventos do oeste. No entanto, Choi-wan começou a se enfraquecer rapidamente a partir da manhã (UTC) de 19 de setembro assim que as condições meteorológicas ficaram mais desfavoráveis com a aproximação de um cavado de médias latitudes, que trouxe cisalhamento do vento e aproximou a zona baroclínica, região meteorológica com instabilidade meteorológica, do tufão. Além disso, suas áreas de convecção profunda começaram a diminuir significativamente devido à presença de uma massa de ar mais seco que acompanhava o cavado de médias latitudes. A partir daquela noite, Choi-wan começou a sofrer transição extratropical assim que se interagia com a zona baroclínica. Na madrugada (UTC) de 20 de setembro, o JTWC desclassificou Choi-wan para uma tempestade tropical e emitiu seu aviso final sobre o sistema. Naquele momento, Choi-wan estava em transição extratropical, e já exibia frontogênese fria e quente assim que sua estrutura era deteriorada pelo forte cisalhamento do vento, que estava associado ao jato polar, e pelo ar mais seco. Contudo, a AMJ ainda manteve Choi-wan como um ciclone tropical, e o desclassificou para uma tempestade tropical severa ainda naquela manhã (UTC). Mais tarde naquele dia, a AMJ também emitiu seu aviso final sobre Choi-wan assim que o sistema se tornava um ciclone extratropical.

## Preparativos

### Ilhas Marianas do Norte
No início da madrugada (UTC) de 12 de setembro, o escritório do Serviço Nacional de Meteorologia dos Estados Unidos em Guam, utilizando dados do Joint Typhoon Warning Center, pôs Saipan e Tinian sob alerta de tufão, e declarou também um alerta de tempestade tropical para Guam e Rota. Mais tarde naquele dia, a ilha de Agrihan foi posta sob alerta de tempestade tropical. No final daquela noite, Agrihan, Tinian e Saipan também ficaram sob aviso de tempestade tropical. Estes avisos e alertas foram mantidos em vigor até o final da noite de 14 de setembro, quando os avisos para Tinian foram cancelados e o alerta de tufão para Saipan foi cancelado, enquanto que o alerta de tufão foi substituído por um aviso de tufão assim que Choi-wan intensificou-se rapidamente para um tufão. O aviso de tempestade tropical em vigor em Saipan foi cancelado em 15 de setembro assim que Choi-wan intensificou-se para um super tufão 4. Todos os alertas e avisos foram descontinuados durante a tarde de 16 de setembro assim que Choi-wan já não apresentava ameaça para as Ilhas Marianas do Norte.
Em 15 de setembro, abrigos foram abertos em Saipan, em escolas locais. A maior parte das escolas e todos os edifícios governamentais foram fechados, e os residentes apressaram-se para proteger suas residências fechando janelas e portas com tábuas de madeira ou metálicas. A Cruz Vermelha Americana também havia se mobilizado nas ilhas naquele momento. Algumas escolas particulares foram abertas durante a manhã, mas permitiram o regresso antecipado dos alunos às suas famílias antes da chegada do tufão. Em Saipan, 179 moradores procuraram refúgio nos abrigos na tarde de 15 de setembro, assim que a chuva pesada associada ao tufão começou a cair. Apenas um voo foi atrasado pelo tufão em todas as ilhas. A liga de basquete juvenil das Ilhas Marianas do Norte cancelou seus jogos durante a passagem de Choi-wan pelas ilhas. No auge da tempestade, 270 moradores procuraram refúgio nos abrigos em Saipan.

### Japão
Na madrugada (UTC) de 16 de setembro, a Agência Meteorológica do Japão começou a emitir avisos tufão para a área marítima de Naha. No entanto, estes só foram emitidos até mais tarde naquele dia. A AMJ, em seguida, pôs as regiões marítimas de Yokohama e Moji-ku sob alerta de tufão no início da madrugada seguinte. Estes avisos e alertas foram mantidos em vigor até a madrugada de 19 de setembro, quando a JMA acrescentou as regiões marítimas de Kushiro e Otaru sob alertas e avisos. Assim que Choi-wan se afastava do Japão, os avisos foram descontinuados para todas as regiões, exceto para Yokohama e Kushiro. Estes avisos e alertas permaneceram em vigor até o final do dia seguinte, quando foram cancelados assim que Choi-wan se afastava do Japão.

## Impactos e consequências

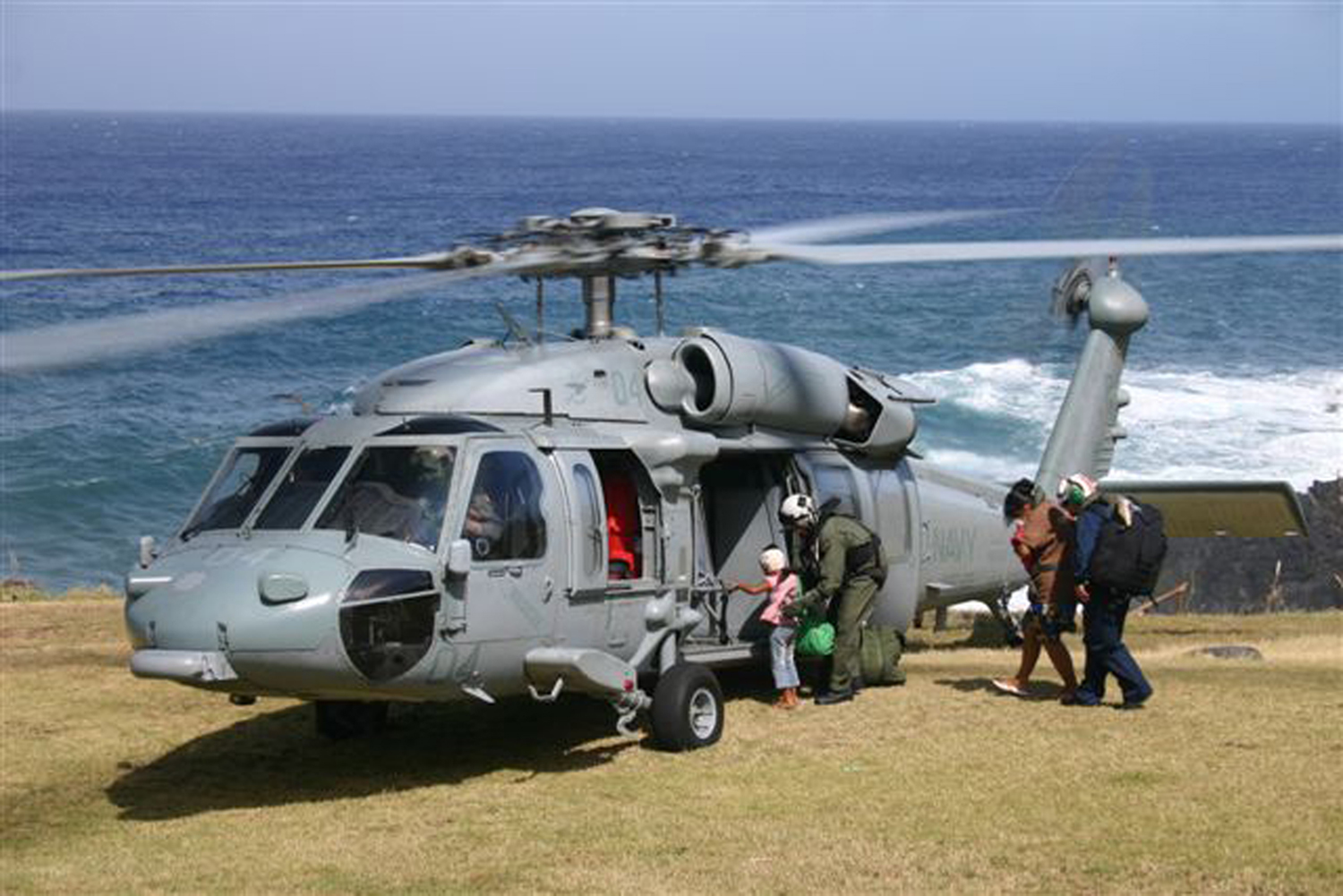
Helicóptero da marinha removendo os 16 habitantes da pequena ilha de Alamagan, Marianas Setentrionais, após a passagem de Choi-wan na região

Em 15 de setembro, o olho de Choi-wan passou a 10 km da ilha de Alamagan e trouxe ventos de até 230 km/h para a ilha. O ciclone tropical a atingir diretamente as Marianas Setentrionais foi o tufão Chaba, em 2004. Este tufão causou severos danos e inundações generalizadas. Ao contrário da pluviosidade de Chaba, relativamente pouca chuva caiu em associação a Choi-wan, e nenhuma inundação foi relatada. Os principais efeitos do tufão em Saipan foram a queda de árvores, que foram espalhados pelas ruas da ilha. Linhas de alta tensão foram derrubadas e canos de esgoto foram quebrados. No entanto, operários começaram a reparar os danos assim que Choi-wan passou. Em Garapan, um abrigo na ilha sustentou pequenos danos e reparação levaria cerca de uma semana.
Em Alamagan, os moradores tentaram contatar autoridades em outras ilhas em 17 de setembro. Apesar da extrema intensidade da tempestade, todos os 16 residentes da ilha, incluindo um bebê de 4 dias de vida, estavam em segurança. Durante a sua tentativa de contato, a ligação estava ruim e difícil para se entender. No dia seguinte, a Marinha dos Estados Unidos enviou um navio e helicópteros para a ilha para avaliar a situação. A Marinha afirmou que toda a ilha da Alamagan teve perda total, com a única construção da ilha, um complexo laboratorial de pesquisa, foi completamente destruído. Além disso, a maior parte das árvores da ilha foi derrubada.
Na ilha, foi determinado que todos os moradores precisavam ser retirados "... quer gostem ou não." Os primeiros a serem retirados da ilha foram o bebê e as seis pessoas de sua família; a criança foi levada para um hospital em Saipan como precaução. Nas proximidades de Agrihan, determinou-se que os residentes da ilha também precisavam ser retirados. Antes da retirada, receberam suprimentos de ajuda, principalmente alimentos e água, para sobreviver por cinco dias. Cerca de 1.200 litros de água potável, 25 quilos de arroz e outros suprimentos de saúde e de bem-estar foram entregues pelo helicóptero do Esquadrão Marítimo de Combate 25 para ambas as ilhas. Em 21 de setembro, o Exército da Salvação anunciou que os residentes desalojados pelo tufão estavam recebendo doações, como roupas, brinquedos, travesseiros e suprimentos infantis.